# Nombre 196
El nombre 196 (CXCVI) és el nombre natural que segueix el nombre 195 i precedeix el nombre 197.
La seva representació binària és 11000100, la representació octal 304 i l'hexadecimal C4.
La seva factorització en nombres primers és 2²×7²; altres factoritzacions són 1×196 = 2×98 = 4×49 = 7×28 =14²; és un nombre 4-gairebé primer: 7×2×2×7 = 196. És el quadrat de 14.